# Hohenberg (Austria)
Hohenberg è un comune austriaco di 1 515 abitanti nel distretto di Lilienfeld, in Bassa Austria; ha lo status di comune mercato (Marktgemeinde).

## Geografia
Le comuni catastali sono Hohenberg e Innerfahrafeld.